# Montée Coquillat
La montée Coquillat est une montée d'escaliers du quartier des pentes de la Croix-Rousse dans le 1er arrondissement de Lyon, en France.

## Situation et accès
Elle débute place Louis-Chazette au niveau du quai André-Lassagne et monte jusqu'à la rue des Fantasques. Un peu avant la fin de la montée, la ruelle des fantasques permet aussi de rejoindre la rue des Fantasques.

## Origine du nom
Pierre-Jean Coquillat (1831-1915) est un canut créateur du Théâtre de la Gaité. Une plaque placée au N°7 de la rue Diderot rappelle l’événement.

## Histoire
Auparavant ces escaliers portaient le nom de montée des Fantasques, la montée prend son nom actuel par décision du conseil municipal du 7 février 1916.